# Juan Carlos Guerra Zunzunegui
Juan Carlos Guerra Zunzunegui (Madrid, 1 de febrero de 1935-Ibidem, 27 de septiembre de 2020) fue un abogado y político español, senador y diputado del Partido Popular. Fue senador durante la Transición española en la Legistatura constituyente de 1977.

## Biografía
Apenas conoció a su padre, diputado de la CEDA, que fue asesinado en octubre de 1936.
Licenciado en Derecho por la Universidad de Madrid, se dedicó a la abogacía y trabajó como consejero de importantes empresas y grupos privados. Colaboró habitualmente en el Diario Ya y fue miembro del Grupo Tácito. Afiliado al Partido Popular de la transición de Pío Cabanillas y José María de Areilza, se integró en Unión de Centro Democrático y, con la disolución del mismo, en el Partido Popular fundado por Manuel Fraga.
Fue senador en la legislatura constituyente, primera y segunda legislatura (1977-1986) por la circunscripción de Valladolid, llegando a ser vicepresidente de la Cámara alta, para pasar a ser después diputado al Congreso desde la terccera a la octava legislatura de forma ininterrumpida, primero por Valladolid y después por la circunscripción de Palencia. Se retiró de la actividad política en 2008, lo que le convirtió en el legislador que en más ocasiones había sido elegido en las cámaras de forma ininterrumpida desde la Transición junto con el socialista Alfonso Guerra. En los gobiernos de UCD fue subsecretario de Transporte, Turismo y Comunicaciones y secretario de Estado de Alimentación, así como Consejero del ente preautonómico de Castilla y León, antecesor de la Junta de Castilla y León. Fue también miembro de la Asamblea Parlamentaria del Consejo de Europa.